# BarCamp
 (juillet 2014).

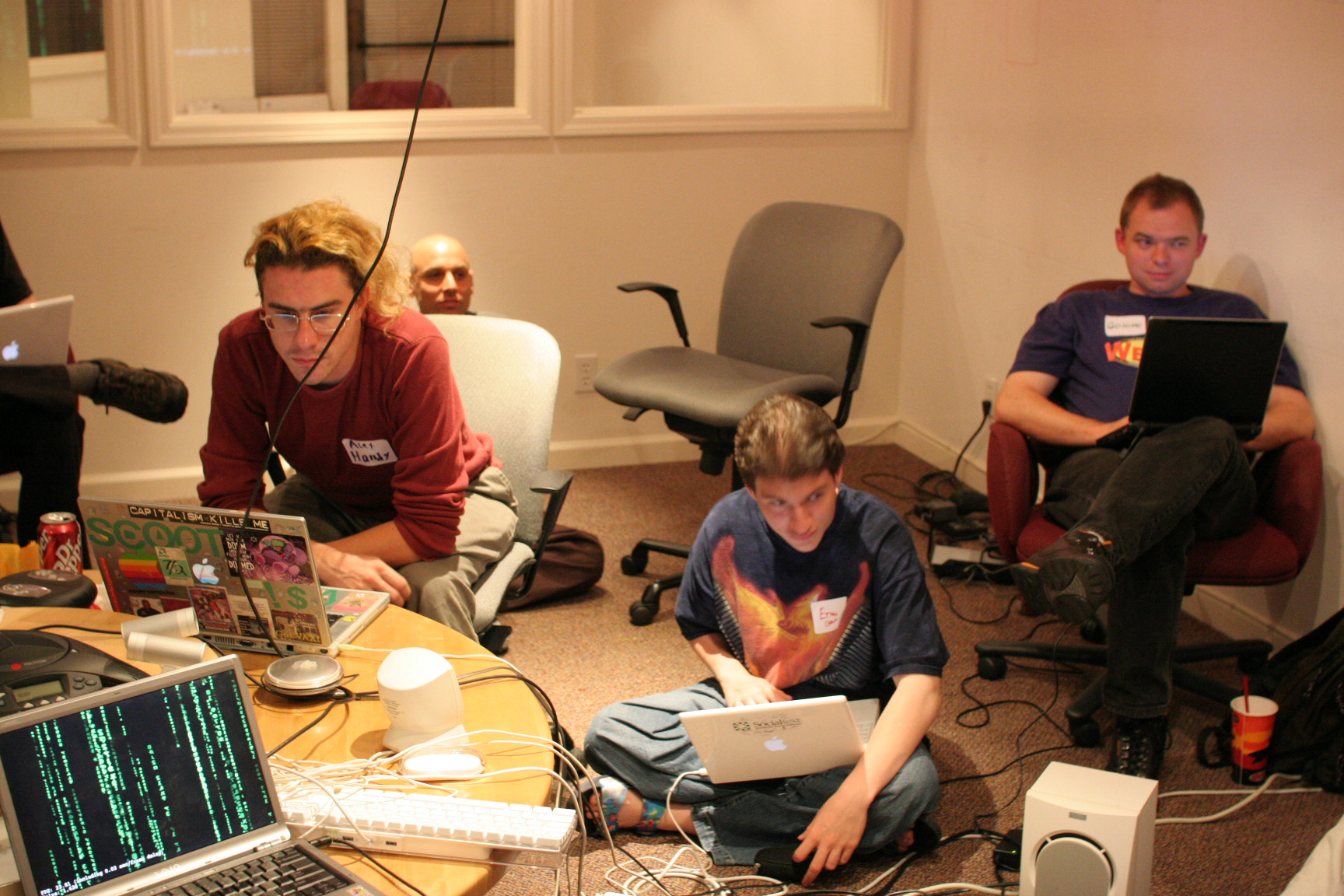
Les participants au premier BarCamp commentent écoutent et suivent sur leurs écrans en simultané.

Un BarCamp est une rencontre, une non-conférence ouverte, qui prend la forme d'ateliers-événements participatifs où le contenu est fourni par des participants qui doivent tous, à un titre ou à un autre, apporter quelque chose au Barcamp.
C'est le principe « pas de spectateur », « tous participants ». L'événement met l'accent sur les toutes dernières innovations en matière d'applications Internet, de logiciels libres et de réseaux sociaux.

## Origine et principes
Le nom de BarCamp fait allusion à ses origines, par référence à un terme argotique des hackers, le foobar : le BarCamp est né aux États-Unis en août 2005 en réponse au Foo Camp, une « non-conférence » annuelle hébergée par le célèbre éditeur d'ouvrages sur les logiciels libres, Tim O'Reilly, mais qui n'est que sur invitation après sélection des participants. Tara Hunt fut une collaboratrice de la première heure. Dans les Barcamp il n'y a aucune sélection, sauf contrainte de place, mais alors seule la date d'inscription est prise en compte, et tout le monde est invité à participer quelles que soient ses compétences techniques : on peut présenter un logiciel, mais aussi une simple idée, une proposition de service, de design ou l'expression d'un besoin.
Les BarCamps sont organisés essentiellement grâce au web, en utilisant ce que l'on pourrait appeler les outils de communication du Web 2.0. En ouvrant le processus d'organisation d'un « Foo Camp », en le codifiant dans un wiki rendu publiquement accessible, les BarCamps semblent avoir apporté une innovation décisive. L'implication de personnalités reconnues dans l'univers du développement d'internet, telles que Tantek Çelik, Tara Hunt et Ross Mayfield, a certainement contribué à promouvoir son adoption massive.

## En pratique
Le cadre procédural d'un BarCamp peut varier d'un lieu à un autre en respectant le double principe de la « non-conférence » et du « tous participants ». Dans le modèle initial, le BarCamp commence par une présentation des participants sous la forme d'un tour de table où chacun donne son nom, son appartenance (entreprise, association), s'il en a une, et trois mots-clés qui permettent de cerner ses centres d'intérêt. Ensuite les participants sont invités à inscrire le thème qui les intéresse sur une grande feuille de papier qui sera ensuite affichée au mur. Cela prend la forme d'un tableau matriciel avec d'un côté les salles ou tables disponibles, de l'autre les créneaux horaires. Tous les participants sont encouragés à présenter un projet ou à aider lors d'une intervention. Pour préparer les Barcamp et permettre d'en assurer le suivi, il est conseillé d'inscrire à l'avance les sujets que l'on voudrait discuter sur la page wiki du BarCamp et il est demandé à chacun de partager les informations et les expériences reçues lors de l'événement, tant pendant celui-ci qu'après, grâce notamment aux canaux internet publics, aux blogs, au partage de photos, aux wikis, aux blogrolls et aux logiciels de messagerie instantanée.
Tout le monde peut initier un BarCamp, en utilisant le wiki des BarCamps ou en créant sa propre branche. La participation est gratuite et généralement limitée par les seules contraintes d'espace. Cependant, les participants doivent s'inscrire à l'avance. La plupart du temps, les lieux proposent les services de base tels que : un accès libre et gratuit à l'internet, souvent au Wi-Fi, et selon le modèle original des Foo Camps, les lieux se prêtent également à accueillir les participants (BarCampers) pour la nuit.
Néanmoins, les BarCamps dépendent souvent, outre la bonne volonté des organisateurs, de la générosité des sponsors. Donc du prêt des locaux et de la fourniture d'une connexion internet fiable, jusqu'aux boissons et repas.

## Réseau international et déclinaisons
Le premier BarCamp s'est tenu à Palo Alto en Californie, du 25 au 27 août 2005, dans les bureaux de la société SocialText. Il a été organisé en moins d'une semaine, de la conception au déroulement de l'événement, avec près de 200 participants. Depuis lors, des Barcamps ont été organisés aux États-Unis, en Europe en Afrique, en Asie, de Stanford au Bangladesh. Pour célébrer le premier anniversaire des BarCamps, BarCampEarth s'est tenu partout dans le monde au même moment durant le week-end du 26 au 28 août 2006. Il y a aujourd'hui un réseau international de BarCamps organisés dans des dizaines de villes autour du monde et ceux-ci servent de références pour les "non-conférences" dans de nombreux autres domaines.
Le succès des Barcamps a permis le développement de « Camps » plus spécialisés construits sur les mêmes principes : « WineCamp » pour permettre de construire des applications utiles aux associations et à la société civile, « RecentChangeCamp » ou « Rococo » dédiés aux wikis, « ArtCamp » pour l'art numérique, etc. 
Les BarCamps ont également facilité la diffusion de nouvelles idées et de nouveaux concepts tels que les « co-working space » — des espaces ouverts de travail basés sur le concept du « troisième lieu » s'ajoutant au domicile et au lieu de travail dans l'entreprise.